# Laos nos Jogos Olímpicos de Verão de 2008
Laos participou dos Jogos Olímpicos de Verão de 2008 em Pequim, na China. O país estreou nos Jogos de 1980 e em 2008 fez sua 8ª participação.

## Desempenho

### Atletismo
| Atleta                  | Prova           | Elim. | Elim. | Quartas     | Quartas     | Semifinal   | Semifinal   | Final       | Final       |
| Atleta                  | Prova           | Res.  | Pos.  | Res.        | Pos.        | Res.        | Pos.        | Res.        | Pos.        |
| ----------------------- | --------------- | ----- | ----- | ----------- | ----------- | ----------- | ----------- | ----------- | ----------- |
| Souksavanh Tonsacktheva | 100 m masculino | 11.51 | 78    | Não avançou | Não avançou | Não avançou | Não avançou | Não avançou | Não avançou |
| Philaylack Sackpaseuth  | 100 m feminino  | 13.82 | 81    | Não avançou | Não avançou | Não avançou | Não avançou | Não avançou | Não avançou |

### Natação
| Atleta                  | Prova                | Elim. | Elim. | Semifinal   | Semifinal   | Final       |
| Atleta                  | Prova                | Res.  | Pos.  | Res.        | Pos.        | Res.        |
| ----------------------- | -------------------- | ----- | ----- | ----------- | ----------- | ----------- |
| Thepphithak Chindavong  | 50 m livre masculino | 29.31 | 86    | Não avançou | Não avançou | Não avançou |
| Vilayphone Vongphachanh | 50 m livre feminino  | 34.79 | 84    | Não avançou | Não avançou | Não avançou |